# Nuoto ai Giochi della XXXII Olimpiade - 200 metri stile libero maschili
La gara di nuoto dei 200 metri stile libero maschili dei Giochi della XXXII Olimpiade di Tokyo è stata disputata tra il 25 e il 27 luglio 2021 presso il Tokyo Aquatics Centre. Vi hanno partecipato 39 atleti provenienti da 30 nazioni.
La competizione è stata vinta dal nuotatore britannico Thomas Dean, mentre l'argento e il bronzo sono andati rispettivamente all'altro britannico Duncan Scott e al brasiliano Fernando Scheffer.

## Record
Prima della competizione il record del mondo e il record olimpico erano i seguenti:
| Record mondiale | 1'42"00 | Paul Biedermann Germania   | 28 luglio 2009 Roma, Italia  |
| Record olimpico | 1'42"96 | Michael Phelps Stati Uniti | 12 agosto 2008 Pechino, Cina |

Nel corso della competizione non sono stati migliorati.

## Programma
| Data           | Ora (UTC+9) | Turno      |
| -------------- | ----------- | ---------- |
| 25 luglio 2021 | 19:17       | Batterie   |
| 26 luglio 2021 | 10:37       | Semifinali |
| 27 luglio 2021 | 10:43       | Finale     |

## Risultati

### Batterie
| Pos. | Batteria | Corsia | Atleta              | Nazionalità   | Tempo   | Note             |
| ---- | -------- | ------ | ------------------- | ------------- | ------- | ---------------- |
| 1    | 3        | 5      | Hwang Sun-woo       | Corea del Sud | 1'44"62 | Q,               |
| 2    | 4        | 2      | Fernando Scheffer   | Brasile       | 1'45"05 | Q,               |
| 3    | 3        | 4      | Thomas Dean         | Gran Bretagna | 1'45"24 | Q                |
| 4    | 2        | 1      | David Popovici      | Romania       | 1'45"32 | Q                |
| 5    | 4        | 4      | Duncan Scott        | Gran Bretagna | 1'45"37 | Q                |
| 6    | 4        | 5      | Martin Maljutin     | ROC           | 1'45"50 | Q                |
| 7    | 3        | 7      | Stefano Ballo       | Italia        | 1'45"80 | Q                |
| 8    | 5        | 2      | Thomas Neill        | Australia     | 1'45"81 | Q                |
| 9    | 5        | 4      | Danas Rapšys        | Lituania      | 1'45"84 | Q                |
| 10   | 3        | 6      | Townley Haas        | Stati Uniti   | 1'45"86 | Q                |
| 11   | 5        | 8      | Kregor Zirk         | Estonia       | 1'46"10 | Q,               |
| 12   | 3        | 1      | Nándor Németh       | Ungheria      | 1'46"19 | Q                |
| 13   | 5        | 3      | Kieran Smith        | Stati Uniti   | 1'46"20 | Q                |
| 14   | 2        | 3      | Velimir Stjepanović | Serbia        | 1'46"26 | Q                |
| 15   | 3        | 2      | Antonio Djakovic    | Svizzera      | 1'46"37 |                  |
| 16   | 4        | 1      | Stefano Di Cola     | Italia        | 1'46"67 | Q                |
| 17   | 5        | 5      | Katsuhiro Matsumoto | Giappone      | 1'46"69 | QSO              |
| 17   | 5        | 7      | Lukas Märtens       | Germania      | 1'46"69 | QSO              |
| 19   | 2        | 5      | Jacob Heidtmann     | Germania      | 1'46"73 |                  |
| 20   | 4        | 8      | Jordan Pothain      | Francia       | 1'46"75 |                  |
| 21   | 4        | 3      | Ji Xinjie           | Cina          | 1'46"86 |                  |
| 22   | 5        | 6      | Elijah Winnington   | Australia     | 1'46"99 |                  |
| 23   | 4        | 7      | Robin Hanson        | Svezia        | 1'47"02 |                  |
| 24   | 3        | 3      | Ivan Girev          | ROC           | 1'47"11 |                  |
| 24   | 5        | 1      | Murilo Sartori      | Brasile       | 1'47"11 |                  |
| 26   | 2        | 8      | Alexei Sancov       | Moldavia      | 1'47"46 |                  |
| 27   | 2        | 4      | Denis Loktev        | Israele       | 1'47"68 |                  |
| 28   | 3        | 8      | Jonathan Atsu       | Francia       | 1'47"75 |                  |
| 29   | 2        | 7      | Alex Sobers         | Barbados      | 1'48"09 | Record nazionale |
| 30   | 4        | 6      | Dominik Kozma       | Ungheria      | 1'48"87 |                  |
| 31   | 1        | 6      | Dimitrios Markos    | Grecia        | 1'49"16 |                  |
| 32   | 2        | 2      | Welson Sim          | Malaysia      | 1'49"24 |                  |
| 33   | 1        | 5      | Mikel Schreuders    | Aruba         | 1'49"43 |                  |
| 34   | 2        | 6      | Baturalp Ünlü       | Turchia       | 1'49"75 |                  |
| 35   | 1        | 3      | Joaquín Vargas      | Perù          | 1'49"93 |                  |
| 36   | 1        | 2      | Mokhtar Al-Yamani   | Yemen         | 1'49"97 |                  |
| 37   | 1        | 4      | Wesley Roberts      | Isole Cook    | 1'50"41 |                  |
| 38   | 1        | 7      | James Freeman       | Botswana      | 1'52"87 |                  |
| 39   | 1        | 1      | Audai Hassouna      | Libia         | 1'56"27 |                  |

Spareggio
| Pos. | Corsia | Atleta              | Nazionalità | Tempo   | Note |
| ---- | ------ | ------------------- | ----------- | ------- | ---- |
| 1    | 4      | Katsuhiro Matsumoto | Giappone    | 1'46"06 | Q    |
| 2    | 5      | Lukas Märtens       | Germania    | 1'46"40 |      |

### Semifinali
| Pos. | Semifinale | Corsia | Atleta              | Nazionalità   | Tempo   | Note |
| ---- | ---------- | ------ | ------------------- | ------------- | ------- | ---- |
| 1    | 2          | 3      | Duncan Scott        | Gran Bretagna | 1'44"60 | Q    |
| 2    | 2          | 1      | Kieran Smith        | Stati Uniti   | 1'45"07 | Q    |
| 3    | 2          | 2      | Danas Rapšys        | Lituania      | 1'45"32 | Q    |
| 4    | 2          | 5      | Thomas Dean         | Gran Bretagna | 1'45"34 | Q    |
| 5    | 1          | 3      | Martin Maljutin     | ROC           | 1'45"45 | Q    |
| 6    | 2          | 4      | Hwang Sun-woo       | Corea del Sud | 1'45"53 | Q    |
| 7    | 1          | 5      | David Popovici      | Romania       | 1'45"68 | Q    |
| 8    | 1          | 4      | Fernando Scheffer   | Brasile       | 1'45"71 | Q    |
| 9    | 1          | 6      | Thomas Neill        | Australia     | 1'45"74 |      |
| 10   | 2          | 6      | Stefano Ballo       | Italia        | 1'45"84 |      |
| 11   | 2          | 8      | Antonio Djakovic    | Svizzera      | 1'45"92 |      |
| 12   | 1          | 2      | Townley Haas        | Stati Uniti   | 1'46"07 |      |
| 13   | 2          | 7      | Kregor Zirk         | Estonia       | 1'46"67 |      |
| 14   | 1          | 8      | Stefano Di Cola     | Italia        | 1'47"19 |      |
| 15   | 1          | 7      | Nándor Németh       | Ungheria      | 1'47"20 |      |
| 16   | 1          | 1      | Velimir Stjepanović | Serbia        | 1'47"62 |      |

### Finale
| Pos.    | Corsia | Atleta            | Nazionalità   | Tempo   | Note                                                     |
| ------- | ------ | ----------------- | ------------- | ------- | -------------------------------------------------------- |
| Oro     | 6      | Thomas Dean       | Gran Bretagna | 1'44"22 | Record nazionale                                         |
| Argento | 4      | Duncan Scott      | Gran Bretagna | 1'44"26 |                                                          |
| Bronzo  | 8      | Fernando Scheffer | Brasile       | 1'44"66 | Record sudamericano                                      |
| 4       | 1      | David Popovici    | Romania       | 1'44"68 | Record nazionale · Miglior prestazione mondiale under 18 |
| 5       | 2      | Martin Maljutin   | ROC           | 1'45"01 |                                                          |
| 6       | 5      | Kieran Smith      | Stati Uniti   | 1'45"12 |                                                          |
| 7       | 7      | Hwang Sun-woo     | Corea del Sud | 1'45"26 |                                                          |
| 8       | 3      | Danas Rapšys      | Lituania      | 1'45"78 |                                                          |